# Straight, Clean and Simple
Straight, Clean and Simple è un album in studio della cantante canadese Anne Murray, pubblicato nel 1971.

## Tracce
1. It Takes Time (Shirley Eikhard)
2. People's Park (Brent Titcomb)
3. One Day I Walk (Bruce Cockburn)
4. Child of Mine (Carole King, Gerry Goffin)
5. Sycamore Slick (Brent Titcomb, Vicky Taylor)
6. Wishing Smiles Made It All True (Richard Gael)
7. Sing High, Sing Low (Brent Titcomb)
8. Days of the Looking Glass (Gene MacLellan)
9. A Stranger in My Place (Kenny Rogers, Kin Vassy)
10. I'll Never Fall In Love Again (Burt Bacharach, Hal David)